# Guna (monte)
Guna o Guna Terara è un monte vicino alla città di Debre Tabor in Etiopia.